# پارو تاکشانگ
پارو تاکشانگ (Paro Taktsang یا spa phro stag tshang یا spa gro stag tshang)، نامی است که برای معبد تاکشانگ پالپوگ به‌کار می‌برند. این معبد را با نام لانهٔ ببر نیز می‌شناسند. این معبد، مکانی مقدّس برای پیروان بوداگرایی هیمالیایی است که بر کنارهٔ صخره بر بالای درهٔ پارو در کشور بوتان قرار دارد. مجموعهٔ معبد ابتدا در سال ۱۶۹۲ در اطراف غار تاکشانگ سنگه سامدوپ (Taktsang Senge Samdup یا stag tshang seng ge bsam grub) ساخته شد که گفته می‌شود در قرن هشتم میلادی، گورو پادماساموا به مدت سه‌سال و سه‌ماه و سه‌هفته و سه‌روز و سه‌ساعت در آن به مراقبه مشغول بود. پادماساموا کسی بود که بوداگرایی را به کشور بوتان آورد.
این معبد که با نام Guru mTshan-brgyad Lhakhang (به‌معنی معبد گوروی با هشت نام) نیز شناخته می‌شود، دربرگیرندهٔ سازه‌هایی زیباست که در سال ۱۶۹۲ میلادی به‌دست گیالس تنزین رابگی در اطراف غار نام‌برده‌شده ساخته‌شده و نماد فرهنگی بوتان به‌شمار می‌آید. هرساله در ماه‌های آوریل یا مارس، جشنواره‌ای با نام تسچو برای بزرگداشت پادماساموا در درهٔ پارو برگزار می‌شود.